# Yves Fouquet
 (août 2009).
Si vous disposez d'ouvrages ou d'articles de référence ou si vous connaissez des sites web de qualité traitant du thème abordé ici, merci de compléter l'article en donnant les références utiles à sa vérifiabilité et en les liant à la section « Notes et références ».
Yves Fouquet (1628 - 17 septembre 1651), Seigneur de Mézières.
Il est le fils de François IV Fouquet et Marie de Maupeou et le frère puîné de François, du surintendant, de Basile et aîné de Louis Fouquet. Mort précocement sans postérité.

En mai 1650, il est conseiller au Parlement de Paris, charge acquise par sa mère et qui ira à Louis, puis à Gilles. Il reçoit du frère aîné, François, le bénéfice du prieuré de Saint-Julien de Douy.